# Afsz
Afsz (arab. عفش) – wieś w Syrii, w muhafazie Aleppo. W 2004 roku liczyła 234 mieszkańców.